# Dataran Pahlawan
Dataran Pahlawan est un centre commercial de Malacca, en Malaisie. Il comprenait autrefois une enseigne Carrefour qui depuis a fermé.